# Rue Lucien-Sportiss (Sevran)
La rue Lucien-Sportiss est un ancien axe du centre de Sevran, commune de Seine-Saint-Denis.

## Situation et accès
Elle est accessible par la gare de Sevran - Livry.

## Origine du nom
Cette avenue rend hommage à Lucien Sportisse (1905-1944), militant communiste et résistant, dénoncé à la Gestapo et tué alors qu'il tente de s'enfuir.

## Historique

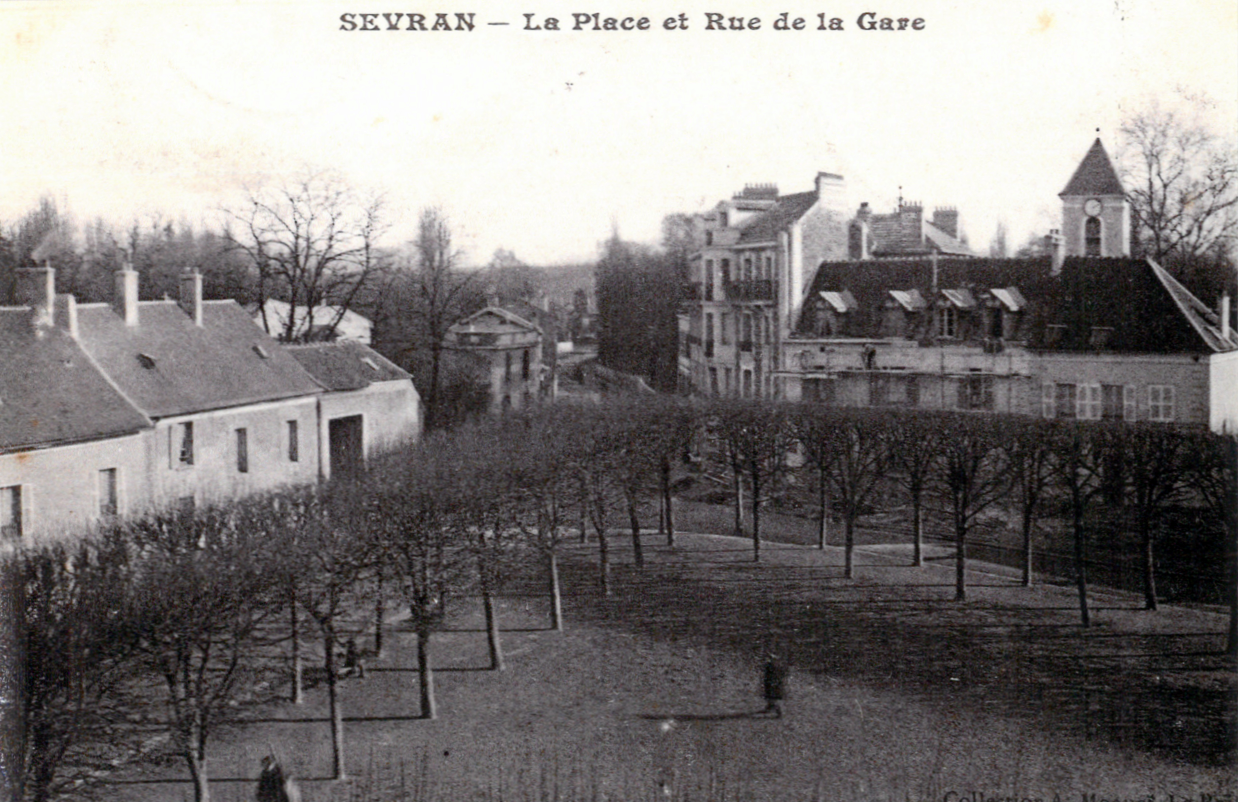
Sevran - La place et rue de la Gare.

On peut faire remonter l'existence de cette voie de communication au début du XVIIe siècle au moins.
Lors de la création de la voie ferrée, on lui attribua le nom de rue de la Gare, odonyme qu'on retrouve de l'autre côté des installations ferroviaires, soit au sud, où l'actuelle rue de la Gare est toujours présente.

## Bâtiments remarquables et lieux de mémoire
- Église Saint-Martin de Sevran.
- Parc des Sœurs.